# Мориц Хайнрих (Насау-Хадамар)
Мориц Хайнрих фон Насау-Хадамар (на немски: Moritz Heinrich von Nassau-Hadamar; * 23 април 1626, Хадамар; † 24 януари 1679, Хадамар) е от 1653 до 1679 г. княз на Насау-Хадамар след баща си.

## Живот
Той е син на княз Йохан Лудвиг фон Насау-Хадамар (1590 – 1653) и съпругата му графиня Урсула фон Липе-Детмолд (1598 – 1638), дъщеря на граф Симон VI фон Липе (1555 – 1613) и втората му съпруга графиня Елизабет фон Холщайн-Шаумбург (1566 – 1638). Роднина е на София Гръцка (кралица на Испания), Фредерика Хановерска (кралица на Гърция), на княз Албер I (Монако), на принц Албер II от Монако.
Мориц Хайнрих е приет в литературното общество „Fruchtbringende Gesellschaft“.
След смъртта му през 1679 г. брат му Франц Бернхарт фон Насау-Хадамар (1637 – 1695) става опекун и регент на сина му Франц Александер.

## Фамилия
Мориц Хайнрих се жени три пъти и има 13 деца.
Първи брак: 30 януари 1650 в Брюксел с Ернестина Шарлота фон Насау-Зиген (* 23 октомври 1623, † 15 август 1668, Хадамар), дъщеря на граф Йохан VIII фон Насау-Зиген и така негова братовчедка. Те имат децата:
- Ернестина Лудовика (1651 – 1661)
- Йохан Ламорал Херман Франц (1653 – 1654)
- Филип Карл (1656 – 1668)
- Франц Каспар Ото (1657 – 1659)
- Клаудия Франциска (1660 – 1680), омъжена на 18 юли 1677 в Хадамар за княз Фердинанд Август фон Лобковиц (1655 – 1715)
- Максимилиан Август Адолф (1662 – 1663)

Втори брак: 12 август 1669 в Зиген с Мария Леополдина фон Насау-Зиген (* 1652, † 27 юни 1675), дъщеря на граф Йохан Франц Дезидератус и така дъщеря на братовчед му и племенница на първата му съпруга. Те имат децата:
- Леополд Франц Игнац (1672 – 1675)
- Франц Александер (1674 – 1711) – наследник
- Лотар Хуго Ламоралд Август (1675)

Трети брак: 24 октомври 1675 в Хахенбург с имперската графиня Анна Лудовика/Анна Луиза фон Мандершайд-Бланкенхайм (* 11 април 1654, Хахенбург, † 23 април 1692, Хадамар), най-възрастната дъщеря на граф Салентин Ернст фон Мандершайд-Бланкенхайм. Те имат децата:
- Дамиан Саломон Салентин (1676)
- Вилхелм Бернхард Лудвиг (1677)
- Хуго Фердинанд Леонор Август (1678 – 1679)
- Албертина Йоханета Франциска Катарина (1679 – 1716), омъжена на 20 юли 1700 в Анхолт за княз Лудвиг Ото фон Залм († 1738)